# Корнеев, Валерий Анатольевич
Валерий Анатольевич Корнеев (19 октября 1942 — 2 августа 2016) — советский футболист, полузащитник.

## Биография
В соревнованиях мастеров начал выступать в 1963 году в составе «Ростсельмаша». Провёл в команде четыре сезона в классе «Б» и второй группе класса «А», сыграл более 120 матчей.
С 1968 года выступал за ростовский СКА. Дебютный матч в классе «А» сыграл 21 апреля 1968 года против «Арарата», а 10 октября 1968 года забил первый гол на высшем уровне в ворота «Пахтакора». Всего за два сезона сыграл 49 матчей и забил 3 гола в высшей лиге. В сезоне 1969 года стал финалистом Кубка СССР, принимал участие в финальном матче против львовских «Карпат».
В 1970—1971 годах выступал за «Автомобилист» (Нальчик). В 1970 году стал со своим клубом чемпионом РСФСР. Затем выступал во второй лиге за команду «Калитва». В 1975 году вернулся в возрождённый «Ростсельмаш», сыграв 8 матчей, в том же сезоне играл за дубль ростовского СКА, по окончании сезона завершил карьеру.
Скончался 2 августа 2016 года на 74-м году жизни.